# بينيلوب كازاس
بينيلوب كازاس (بالإنجليزية: Penelope Casas)‏ هي كاتِبة يونانية وأمريكية، ولدت في 25 مايو 1943، وتوفيت في 11 أغسطس 2013.